# Palacio de Lauso
El Palacio de Lauso o Lausos , también conocido como Lauseion (en griego: Λαυσεῖον), fue un edificio del siglo V ubicado en Constantinopla que fue adquirido y propiedad del eunuco Lauso.

## Lauso
Lauso, que antes había servido como eunuco en la corte de Teodosio II, se convirtió en el chambelán imperial alrededor del año 420. En una carta del obispo de Cesarea se le describe como caritativo con los pobres, pero también como muy rico y dueño de un buen patrimonio. Aunque se dice que perdió su posición como chambelán imperial a favor de Macrobio a los dos años después de su ascenso, puede que hubiera recuperado el título diez años más tarde por recomendación de Cirilo de Alejandría, restableciendo su riqueza.

## Descripción del palacio
El Palacio de Lauso era conocido en toda Constantinopla por la vasta colección de estatuas heroicas y mitológicas que su propietario albergaba dentro de sus muros. Lauso acumuló esta enorme colección de templos orientales que estaban siendo saqueados y vaciados durante el reinado de Teodosio I y, como tal, su colección fue probablemente la más diversa que existió en Constantinopla en ese momento. La colección de estatuas paganas de Lauso fue la primera que se reunió de forma desapasionada por razones puramente estéticas e históricas, aunque se dice que era un cristiano devoto.

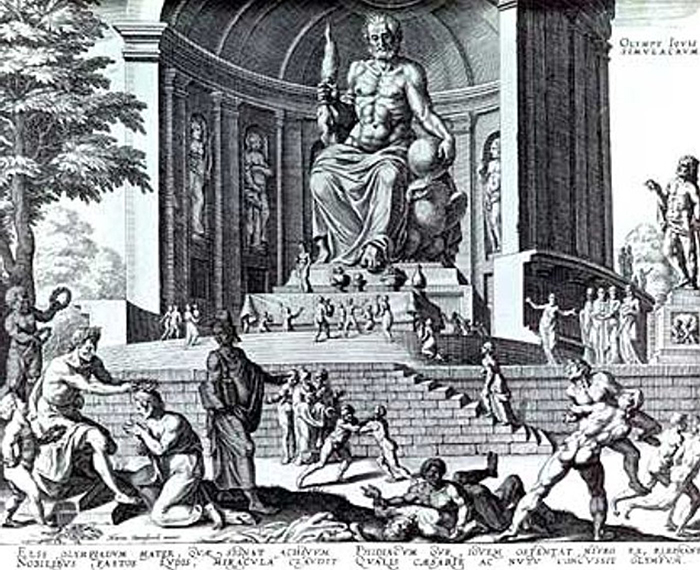
Grabado de la estatua de Zeus en Olimpia. En el año 394, fue transportada a Constantinopla (actual Estambul), donde se dice que fue destruida por un incendio.

Lo más importante de su colección fue la Estatua de Zeus en Olimpia tallada por Fidias en torno al 500 a. C., una de las Siete maravillas del mundo antiguo— y la Afrodita de Cnido de Praxíteles. Lauso también es conocido por haber poseído la Hera de Samos y la Atenea de Lindos, así como estatuas de Eros y Kairós. Los informes indican que Lauso había organizado su colección en un cierto orden. La mencionada estatua de Zeus estaba situada en un ábside al final de la sala, con Eros y Kairós a su lado. Una pared estaba dedicada a las esculturas de diosas, la otra de animales.

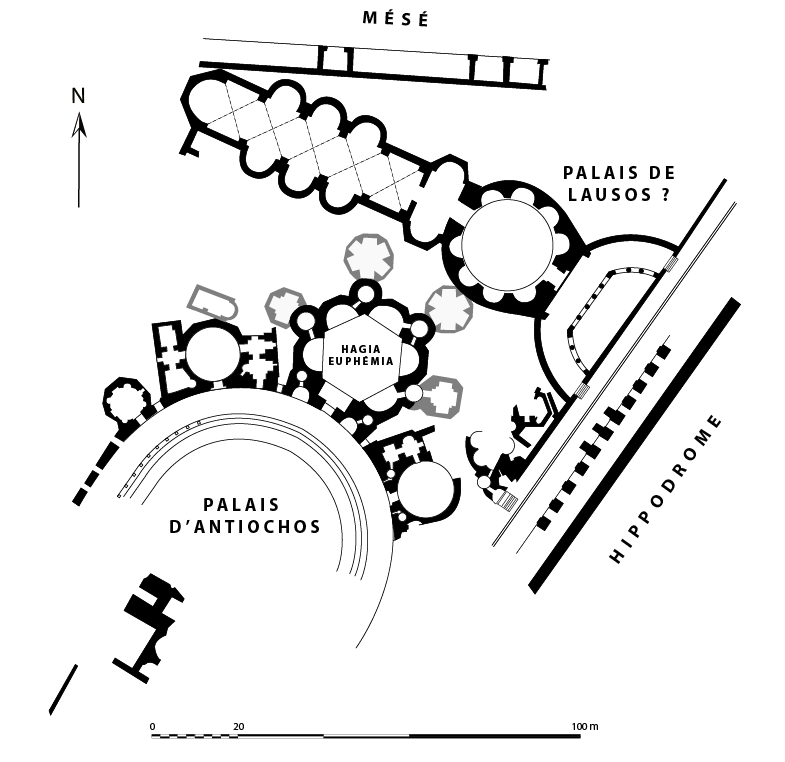
Esquema del Palacio de Antíoco. Su ala norte es a menudo identificada como el Palacio de Lauso.

La ubicación exacta del Palacio de Lauso en Constantinopla es objeto de debate, aunque se acepta generalmente que el Palacio estaba conectado al flanco occidental del hipódromo por una rotonda, y que estaba adyacente al palacio de Antíoco. También estaba muy cerca de Mese, la vía central de Constantinopla, que conducía del Augustaión a la  Puerta Dorada.
Tanto Zonaras como Jorge Cedreno, informan que el Palacio de Lauso, junto con gran parte de la ciudad, fue destruido por el fuego en el 475. Toda la colección de Lauso se perdió en el incendio.

El fuego también destruyó el hermoso palacio de Lauso y las estatuas en él, la Hera de Samos, la Atenea de Lindos, y la Afrodita de Cnidos, famosas obras maestras del arte.
Zonaras

...conflagración en la ciudad que destruyó su parte más floreciente... también destruyó los pórticos a ambos lados de la calle Mese y las excelentes ofrendas de Lauso: ya que muchas estatuas antiguas fueron colocadas allí, a saber, la famosa de Afrodita de Cnido... El fuego se extendió hasta el Foro de Constantino.
 Cedreno

La destrucción del palacio ocurrió mucho después de la muerte de Lauso, que tuvo lugar unos treinta años antes, alrededor del año 436. La Cisterna de Binbirdirek se encuentra debajo del sitio donde el palacio de Lauso está comúnmente aceptado que se encontraba. Las ruinas del palacio de Antíoco permanecen en el sitio, así como los escombros de la rotonda que une el palacio de Lauso al hipódromo de Constantinopla.